# Markus Brodbeck
Markus Brodbeck (* 10. Juni 1976) ist ein deutscher ehemaliger Handballtorwart und -trainer.
Brodbeck hatte zahlreiche Berufungen in die DHB-Nachwuchsteams. Er spielte für ein Jahr beim Zweitligisten TSG Oßweil. Danach wechselte er zum Zweitligisten HSG Dutenhofen/Münchholzhausen, mit dem er in der Saison 1997/98 im Finale des Europapokals der Pokalsieger stand und 1998 in die Bundesliga aufstieg. Danach wechselte er zum Zweitligisten EHV Aue. Als nächste Station war Brodbeck beim Regionalligisten HBW Balingen-Weilstetten aktiv. In der Saison 2002/03 stieg Brodbeck mit dem HBW als Meister in die 2. Bundesliga auf. In den folgenden zwei Spielzeiten spielte er mit dem HBW in der 2. Bundesliga. In der Saison 2005/06 wechselte Brodbeck zum Regionalligisten TV Bittenfeld und stieg mit diesem 2006 in die 2. Bundesliga auf. 2008 wechselte Brodbeck als Spielertrainer zum Landesligisten TSV Owen. Im Sommer 2011 wechselte Brodbeck zum damaligen Drittligisten TSG Söflingen. Zusätzlich zu seiner Tätigkeit als Spieler ist Brodbeck Torwarttrainer und Co-Trainer der 1. Mannschaft des jetzigen Oberligisten. Daneben ist er als Jugendtrainer beim TSV Heiningen tätig. Seit 2016 ist er sportlicher Direktor des Vereins.
2006 wurde Brodbeck für besondere Verdienste um den Sport mit der Sportverdienstplakette der Stadt Waiblingen ausgezeichnet.
Brodbeck ist gelernter Fachwirt Event-/Sportmarketing.
Brodbeck ist zweifacher Vater.